# Paranoia
Paranoia – gra fabularna osadzona w dystopijnych realiach, podobnych do tych, jakie istniały w powieściach Roku 1984 czy Nowy, wspaniały świat. Jednak zamiast ciężkiego, nawet opresyjnego klimatu wspomnianych dzieł, w grze dominuje czarny humor. Konwencja bliższa jest raczej polskiemu filmowi Seksmisja.

## Świat gry
Gra rozgrywa się w fikcyjnym podziemnym mieście zwanym Alpha Complex zarządzanym przez Komputer. Komputer jest sztuczną inteligencją, której pierwotnym zadaniem było zarządzanie kompleksem tak, by mieszkańcy byli szczęśliwi. Maszyna wybrała proste rozwiązanie postawionego jej zadania: szczęście stało się obowiązkowe, bycie nieszczęśliwym równało się sabotażowi. Komputer był maszyną wojskową, więc na podstawie posiadanych wiadomości wydedukował sobie, że jest stan wojny, Alpha Complex jest enklawą otoczoną przez komunistycznych mutantów, a on ma obowiązek monitorować bezpieczeństwo habitatu. Do tego celu – oprócz rozbudowanego systemu kamer, podsłuchów, oraz robotów – powołał Rozprawiaczy, w których wcielają się gracze.
Rozprawiacze zajmują się wyszukiwaniem zdradzieckich, zmutowanych komuchów i eliminowaniem ich. Eliminują również przestępców. Przestępstwem jest jednak wszystko od wysadzenia terminala Komputera przez głoszenie nieprawomyślnych informacji (plotki), posiadanie mutacji czy przekroczenie uprawnień.
Cały kompleks posiada bowiem sformalizowany system uprawnień. Obywatele podzieleni są na klasy oznaczone kolorami. Najniższą klasą są Podczerwoni, których kolorem jest czerń – to w Paranoi rodzaj znanych z "Roku 1984" proli. Dalsze klasy oznaczane są kolorami według ich kolejności w widmie:
- Czerwoni,
- Pomarańczowi,
- Żółci,
- Zieloni,
- Niebiescy,
- Fioletowi
- oznaczeni bielą Nadfioletowi.

Nadfioletowi zwani są Programistami i są w zasadzie nietykalni oraz niemal mityczni. Każda klasa może używać wyłącznie pomieszczeń, sprzętu, żywności itd. w kolorze swojej klasy i klas niższych. Przekroczenie uprawnień jest przestępstwem.
Przestępstwa karane są egzekucją w trybie doraźnym. To niebezpieczne zadanie, tym bardziej, że paranoiczny Komputer zdaje sobie sprawę, że zdradzieckie zmutowane komuchy są wszędzie. Dlatego każdy Rozprawiacz ma piątkę klonów, z którymi tworzy sześciopak. Dla lepszego efektu humorystycznego reguły gry stanowią, każda z postaci musi obowiązkowo mieć mutację i przynależeć do tajnej organizacji (co oczywiście jest przestępstwem). Jednak zabicie niewinnego również jest przestępstwem, więc Komputer uznaje, że przeciwko każdemu muszą być wytoczone konkretne zarzuty poparte dowodami zanim można będzie przeprowadzić na nim doraźną egzekucję.

## Rozgrywka
Przedstawione powyżej realia powodują, że gra koncentruje się najczęściej nie na powierzonym przez Komputer celu misji, a raczej na kopaniu pod sobą dołków, szukaniu haków oraz szybkim tłumaczeniu się, płomiennych przemowach i szukaniu innych sposobów na uniknięcie doraźnej egzekucji. Posiadanie sześciu postaci powoduje, że gracze obchodzą się z nimi nader lekko – co chwila ktoś ginie w jakiś śmieszno-makabryczny sposób, służby obsługi dostarczają kolejnego klona, który natychmiast zabiera się za szukanie haków itd.